# Jesús (distrito de Lauricocha)
O Distrito peruano de Jesús é um dos sete distritos que formam a Província de Lauricocha, situada no Departamento de Huánuco, pertencente a Região Huánuco, na zona central do Peru.

## Transporte
O distrito de Jesús é servido pela seguinte rodovia:
- HU-111, que liga a cidade ao distrito de Quisqui
- HU-110, que liga a cidade de San Miguel de Cauri ao distrito de Chavinillo [1][2][3]